# Wereldreligie

Symbolen van de vijf grootste religies

Een wereldreligie is een religie die aanspraak maakt op een universele waarheid. Daardoor zijn deze niet gebonden aan een bepaalde omgeving of etniciteit en kunnen zij zich wijd verspreiden. Andere karakteristieken worden echter soms ook meegenomen in het classificeren van een religie als een wereldreligie, zoals het historisch of filosofisch belang en het 'georganiseerd zijn' van de betreffende religie.
Er bestaan verschillende lijsten van wereldreligies. Een lijst van wereldreligies kan bepaalde vooroordelen van de samensteller(s) weergeven. Redenen hiervoor kunnen onder andere zijn dat aanhangers van een religie geneigd zijn hun eigen religie als een voorname religie te zien, en soms andere religies niet als (belangrijke) religie zien en erkennen.

## Grootste, bekendste religies
Wanneer men als wereldreligies slechts de grootste en bekendste georganiseerde religies bedoelt, komt men vaak uit op de volgende lijst (gerangschikt naar grootte):
- Christendom
- Islam
- Hindoeïsme
- Boeddhisme
- Jodendom

## Historisch klassieke lijst van wereldreligies
De historisch klassieke lijst van wereldreligies is samengesteld door westerse wetenschappers, en is gebaseerd op het gepercipieerd belang van de religies, die zowel theologisch als werelds kan zijn. Naarmate deze wetenschappers meer blootgesteld werden aan de overige religies van de wereld buiten het jodendom en het christendom, groeide deze lijst van wereldreligies van een lijst van drie religies (christendom, jodendom en paganisme) naar de onderstaande lijst van twaalf wereldreligies op alfabetische volgorde.
- Bahá'í
- Boeddhisme
- Christendom
- Chinese volksreligie
- Confucianisme
- Hindoeïsme
- Islam
- Jaïnisme
- Jodendom
- Sikhisme
- Taoïsme
- Zoroastrisme

## Aanhang
De onderstaande lijst is een lijst van religies voor welke er grond bestaat ze als wereldreligie te kwalificeren, al worden sommige van deze religies soms door wetenschappers of andere religies niet als (wereld)religie erkend omdat er bijvoorbeeld geen formele organisatie met de religie samengaat, of omdat een religie als 'te klein' wordt gezien. De religies zijn gerangschikt per aantal aanhangers of volgelingen.
1. Christendom: 2,2 miljard
  - Rooms-katholicisme: 1,147 miljard
  - Oosters-orthodox: 240 miljoen
  - Protestantisme: (schattingen vanaf 350 miljoen)
    - Pinksterbeweging: 150 tot 700 miljoen (schattingen lopen zeer uiteen)
    - Afrikaanse Onafhankelijke christelijke kerken: 110 miljoen
    - Anglicanisme: 77 miljoen
    - Gereformeerd/Hervormd/Presbyterianisme/Calvinisme: 75 miljoen
    - Baptisme: 70 miljoen
    - Methodisme: 70 miljoen
    - Lutheranisme: 64 miljoen
    - Mormonen ('Latter Day Saint movement'): 12,5 miljoen (onderdeel van Restaurationisme)
    - Adventisten: 18 miljoen
    - Apostolischen: 20 miljoen
    - Apostolisten: 10 miljoen (onderdeel van Pinksterbeweging)
    - Jehovah's getuigen: 8,2 miljoen
    - 'Stone-Campbell Restoration Movement': 5,4 miljoen (onderdeel van Restaurationisme)

  - Overige Christelijke Groeperingen: 5 miljoen
2. Islam: 1,8 miljard
  - Soennisme: 1,5 miljard
  - Shi'isme: 305 miljoen
  - Ahmadiyya: 10 miljoen
  - Ibadisme: 2,72 miljoen
  - Druzen: 600.000
  - Nation of Islam: 20.000
3. Hindoeïsme 900 miljoen
  - Vaishnavisme: 580 miljoen
  - Shaivisme: 220 miljoen
  - Nieuw hindoeïsme/Hervormd hindoeïsme: 22 miljoen
  - Veerashaivas/Lingayats: 10 miljoen
4. Boeddhisme: 376 miljoen
  - Mahayana: 185 miljoen
  - Theravada: 124 miljoen
  - Vajrayana/Tibetaans: 20 miljoen
5. Chinese traditionele religie: 394 miljoen - geen geünificeerde georganiseerde religie; het bevat elementen van taoïsme, Chinese volksreligie, confucianisme en traditionele religieuze praktijken die niet op religieuze geschriften gebaseerd zijn.
6. Oorspronkelijke inheemse religies: 300 miljoen - geen geünificeerde georganiseerde religie, bevat een reeks van primair Aziatische traditionele of volksstam-religies, inclusief Sjamanisme.
7. Afrikaanse traditionele religies: 100 miljoen - geen geünificeerde georganiseerde religie, bevat traditionele Afrikaanse religies zoals Yoruba, evenals diasporische religies als Santeria en Voodoo.
8. Sikhisme: 23 miljoen
9. Spiritisme: 15 miljoen - geen geünificeerde georganiseerde religie, bevat een variëteit aan geloven en praktijken, inclusief Umbanda.
10. Jodendom: 14 miljoen
  - Conservatief: 4,5 miljoen
  - Seculier: 4,5 miljoen
  - Hervormd: 3,75 miljoen
  - Orthodox: 2 miljoen
  - Reconstructionisten: 150.000
11. Bahá'í: 7 miljoen
12. Jaïnisme: 4,2 miljoen
  - Shvetambar: 4 miljoen
  - Sthanakvasi: 750.000
  - Digambar: 155.000
13. Shintoïsme: 4 miljoen
14. Cao Dai: 4 miljoen
15. Falun Gong: (voor vervolgingen ongeveer 70 tot 100 miljoen; momenteel[(sinds) wanneer?]  2,1 miljoen)
16. Tenrikyo: 2 miljoen
17. Neopaganisme/Modern Heidendom: 1 miljoen (bevat onder meer:)
  - Wicca
  - Asatru
  - Neo-druidisme
  - Polytheïstische reconstructionistische godsdiensten
18. Unitaristisch Universalisme: 800.000
19. Rastafari: 600.000
20. Scientology: 500.000
21. Zoroastrianisme: Minder dan 200.000
  - Parsi: 110.000
  - Gabars: 20.000